# Margarita Morozova
Pour les articles homonymes, voir Morozova.
Margarita Kirillovna Morozova (en russe : Маргари́та Кири́лловна Моро́зова), née Mamontova le 22 octobre 1873 (3 novembre dans le calendrier grégorien) à Moscou et morte le 3 octobre 1958 à Moscou, est une mécène russe fameuse du début du XXe siècle en Russie et l'une des représentantes importantes de l'élite philosophico-religieuse, culturelle et mondaine de cette époque. Elle fut la fondatrice de la Société philosophico-religieuse de Moscou, ouvrit son salon à nombre d'hommes de lettres et de musiciens, lança la maison d'édition La Voie (Путь) et fit partie du comité directeur de la Société musicale russe. Margarita Morozova était l'épouse du richissime homme d'affaires et collectionneur Mikhaïl Morozov (1870-1903), la belle-sœur du collectionneur Ivan Morozov et l'une des figures centrales du Siècle d'argent qui s'épanouit en Russie dans les décennies d'avant la guerre de 1914.

## Biographie

### Jeunesse

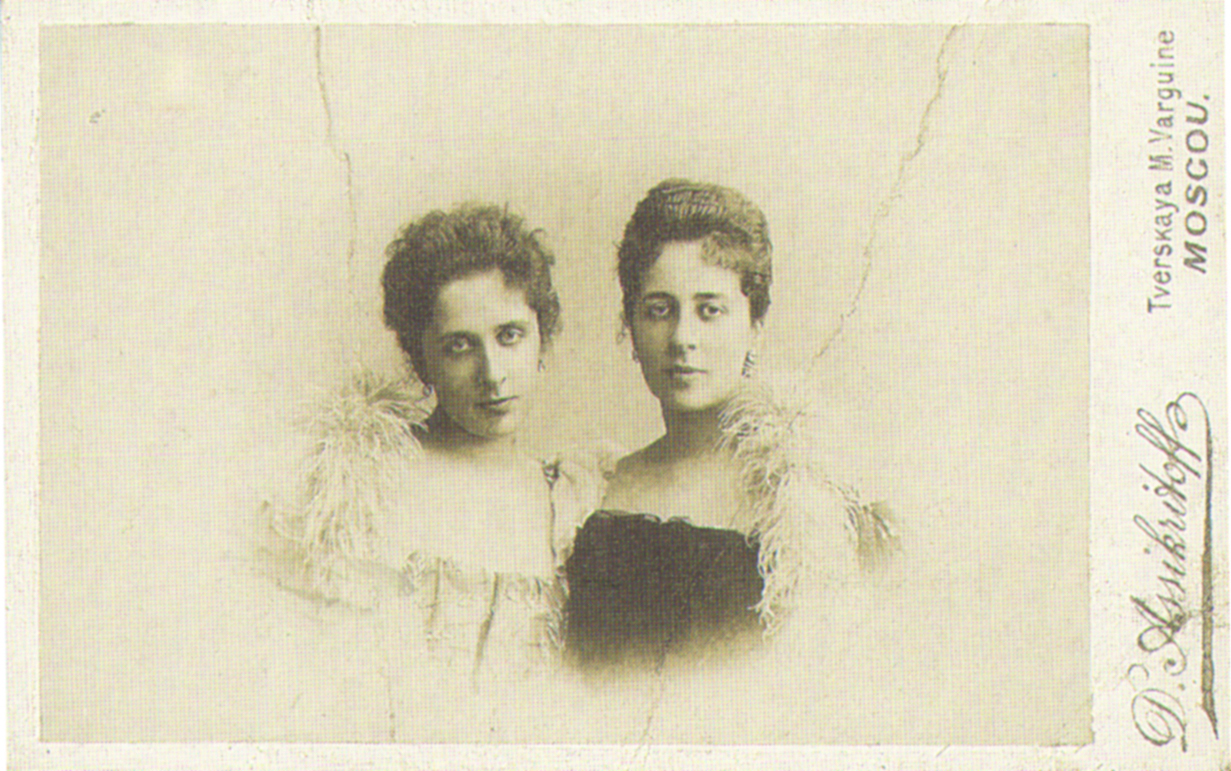
Les deux sœurs Elena et Margarita en 1906.

Elle naît dans la puissante famille moscovite des Mamontov, dynastie d'hommes d'affaires appartenant à la classe des marchands. Contrairement à ses frères aînés, le père de Margarita, Kirill Nikolaïevitch Mamontov, bourgeois d'honneur héréditaire, n'est pas doué en affaires, mais il dispose au début d'une fortune considérable. Au fil des années, il perd sa fortune et est obligé de fuir ses créanciers en s'installant à Monte-Carlo, où il s'adonne au jeu et finit par se suicider à Marseille, laissant une veuve de vingt-cinq ans et deux petites filles, Elena et Margarita. Sa veuve ouvre un atelier de couture réputé pour son « chic » et une école de modélisme, surtout pour ne pas dépendre financièrement de sa mère au caractère despotique. Elle est de confession catholique, mais, selon la loi de l'Empire, ses deux filles - étant de père orthodoxe - sont donc élevées dans la foi orthodoxe. La maison est fréquentée par l'éditeur et collectionneur Kozma Soldatenkov (surnommé Côme de Médicis) et par l'Ober-Polizmeister de Moscou, le général Alexandre Kozlov (1837-1924), célibataire qui habite en face et rend quotidiennement visite à Mme Mamontova, s'occupant soigneusement de l'éducation de ses filles. Celles-ci ne reprennent les relations avec leur famille paternelle qu'à l'âge de douze ans, notamment avec leur tante Véra (sœur de leur père), épouse de Pavel Tretiakov, le fondateur du musée du même nom. Elles sont élèves au lycée Petropavlovsk à partir de l'âge de treize ans. Plus tard, elles assistent aux concerts d'Anton Rubinstein, régulièrement aux opéras italiens du Bolchoï. À la fin des années 1880, Margarita assiste aux représentations du théâtre Maly, où brillent Maria Iermolova, Olga Sadovskaïa, Glikéria Fédotova et d'autres et à celles de l'opéra privé fondé par son oncle Savva Mamontov (1841-1918).
Chez son oncle Ivan Nikolaïevitch Mamontov (1846-1899), directeur d'usines familiales de cire, de colorant et de peinture, Margarita fait la connaissance des familles du critique musical Nikolaï Kachkine (1839-1920), du fameux éditeur de musique Peter Jurgenson (1836-1904) et du compositeur Hermann Laroche (1845-1904).
(...)

### Mariage

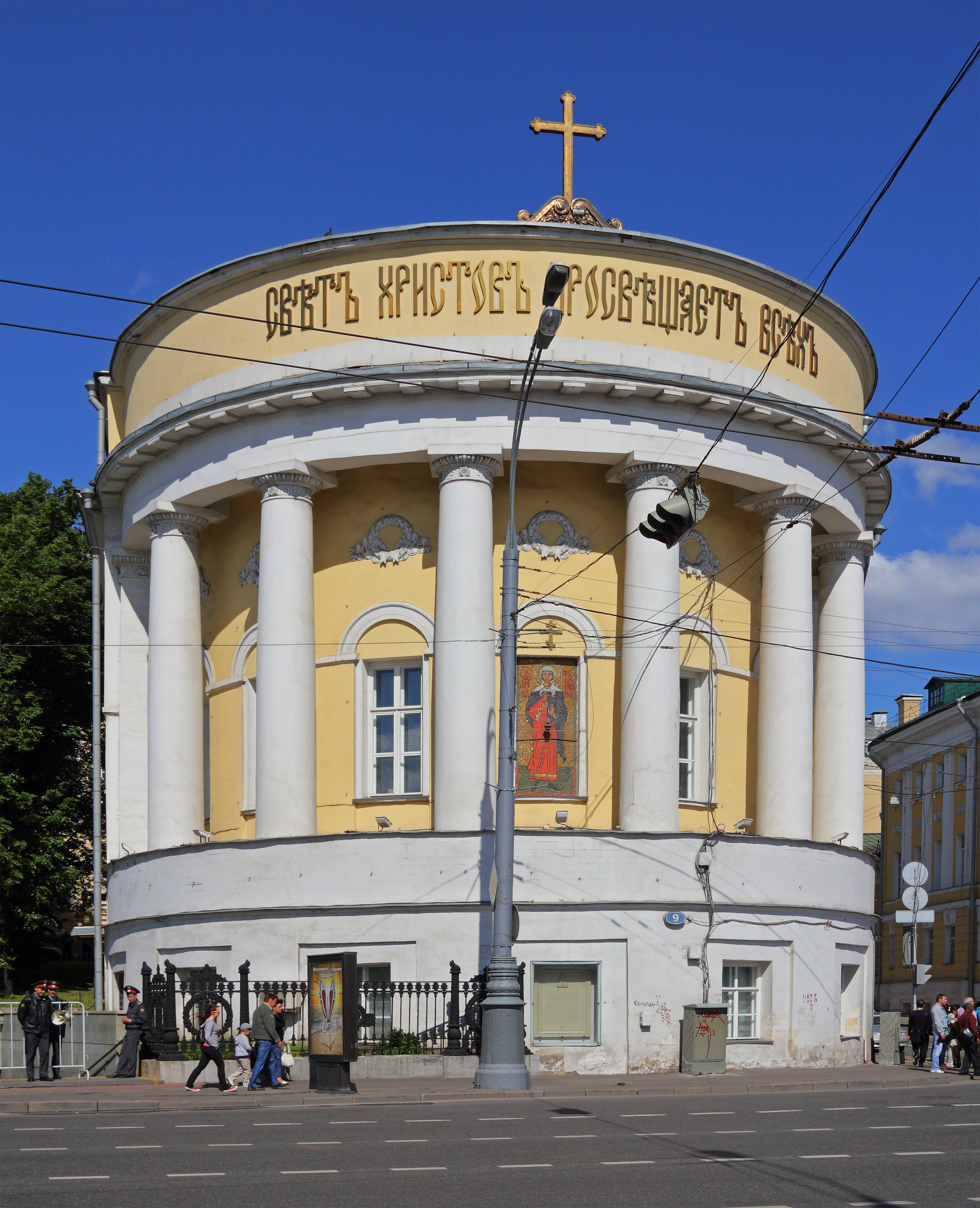
Vue actuelle de l'église de l'université.

Les sœurs Mamontoff font leur entrée dans le monde et sont remarquées par leurs traits aristocratiques, leur allure distinguée et leurs manières raffinées. Margarita épouse le 10 novembre 1891, à l'âge de dix-huit ans, Mikhaïl Morozov qui en a vingt-et-un. La cérémonie de mariage se déroule dans l'élégante petite église de l'université, rue Bolchaïa Nikitskaïa. Le père de Mikhaïl Morozov, richissime industriel, est déjà mort à cette époque, et la mère du marié, Varvara Alexeïevna (1848-1917), née Khloudova, gère une partie de l'immense fortune et compte parmi les bienfaiteurs majeurs de la société moscovite de ce temps. Lorsqu'il est fiancé, Mikhaïl Morozov est étudiant à la faculté d'histoire et de philologie de l'université de Moscou et ne reçoit de sa digne et sévère mère que soixante-quinze roubles par mois. Son mariage lui permet de toucher au capital représentant plusieurs millions de roubles qu'a laissé son père. Après la réception qui a lieu au fameux restaurant l'Ermitage, les jeunes mariés partent en voyage de noces à Saint-Pétersbourg, puis à Paris, où ils passent un mois, et ensuite à Nice et à Monte-Carlo.

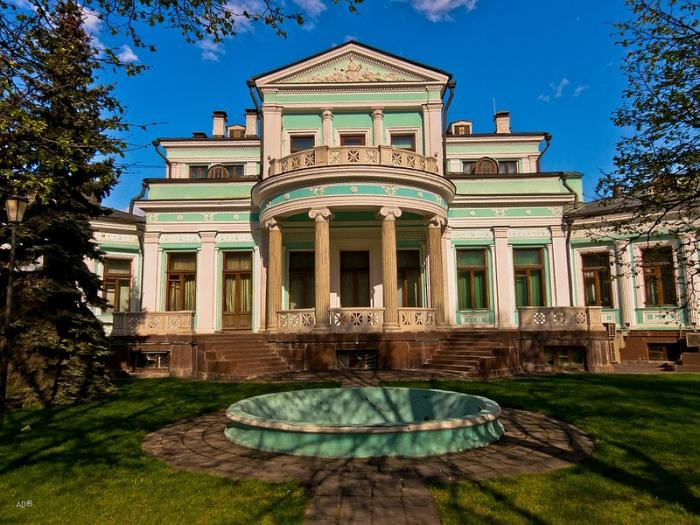
Hôtel particulier moscovite des Morozov, boulevard de Smolensk, qui est vendu en 1910.

Le jeune ménage ne retourne à Moscou qu'en mars 1892 d'abord dans un appartement loué, puis dans un hôtel particulier à colonnades avec jardin d'hiver (construit par Alexandre Rezanov) que Mikhaïl Morozov achète à l'automne suivant. Les réceptions se succèdent souvent jusqu'à deux cents invités, avec des bals, des concerts privés et des représentations théâtrales, des voyages en Italie, en Espagne, en Angleterre et en Égypte, et un hôtel particulier à Paris. La maison de Moscou possède une nombreuse domesticité et sa propre station électrique. Les Morozov possèdent une demeure à la campagne à vingt-cinq verstes de Tver dans leur domaine de Popovka au bord de la Volga. Lorsque Margarita Kirillovna s'y rend à l'été 1892 à bord du yacht Novinka que son mari a acheté, elle manque de se noyer lorsque le navire sombre.
Les trois premières années de leur mariage se passent à profiter de la ville théâtrale de Moscou. Le Bolchoï sort d'années de médiocrité grâce à l'arrivée de Vladimir Teliakovski qui fait donner des opéras russes et appelle comme décorateurs Constantin Korovine et Alexandre Golovine. Savva Mamontov participe aussi au renouveau de la scène de son époque en faisant jouer dans son opéra privé des œuvres de Moussorgski, de Rimski-Korsakov ou de Serov et en favorisant les débuts de la carrière de Chaliapine, auxquels Margarita Kirillovna participe avec enthousiasme. Cependant la vie du ménage passe par des moments difficiles, car Mikhaïl Morozov se montre capricieux et colérique. Sa collection de tableaux, son amour de l'opéra et du ballet, et même des cartes, etc. sont décrits dans la pièce d'Alexandre Ioujine (1857-1927), Le Gentleman, qui se donne pendant plusieurs saisons au théâtre Maly et dont Morozov est le prototype. La première qui a lieu le 29 octobre 1897 fait jaser le tout-Moscou. L'actrice Lika Mizinova (1870-1939) écrit à Tchékhov: « Tout Moscou dit que l'auteur a voulu décrire Mikhaïl Morozov et l'on entend encore des discussions à propos du fait de savoir si un auteur - dramaturge ou homme de lettres - a le droit de révéler la vie entière d'un contemporain. Où cela mènera-t-il ? Tout le monde en parle. » Même Vladimir Nemirovitch-Dantchenko met en scène des caricatures de Margarita Kirillovna dans sa pièce Scène de vie (1896).

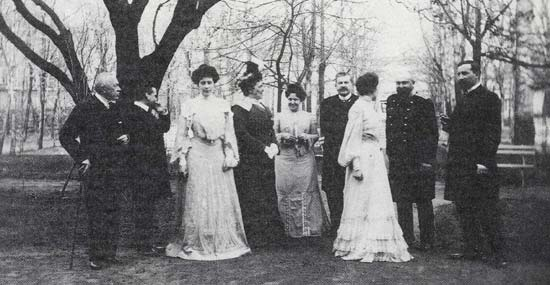
Margarita Morozova (3e à g.) dans le jardin de l'hôtel particulier du boulevard de Smolensk; à côté d'elle (4e à g.) sa belle-mère Varvara Alexeïevna; sa sœur Elena Vostriakova (née Mamontova) est la 7e à g.

Jeune mariée, Margarita Kirillovna fait la connaissance des milieux libéraux par sa belle-mère autour du journal Les Nouvelles russes . Elle la présente à Léon Tolstoï qui un jour les invite chez lui rue Khamovniki, où il leur lit une lettre du Canada de son fils Serge, essayant de convaincre Varvara Morozova de soutenir financièrement les Doukhobors du Canada. Margarita Kirillovna rencontre souvent la comtesse Tolstoï aux concerts symphoniques et l'invite à ses concerts privés. Plus tard, l'aîné des petits enfants de Tolstoï, Serge Sergueïevitch Tolstoï étudiera dans la même classe de lycée que l'un des fils des Morozov, Mikhaïl. La mère de ce jeune Tolstoï (née Ratchinskaïa) étant cousine des Mamontov, les deux jeunes gens gardent des liens d'amitié.

### Salon
Après ses études à la faculté de philologie, Morozov continue à suivre des cours de sciences naturelles, tandis que sa femme, malgré ses trois maternités (en 1892, 1895 et 1897), décide de suivre des cours d'histoire et de littérature russe. Les Morozov enrichissent leur collection de tableaux de peintres russes et occidentaux, si bien que leur salon accueille souvent des artistes tels qu'Abram Arkhipov, Nikolaï Dossekine, Constantin Korovine, Vassili Perepliotchikov, Valentin Serov, Apollinari Vasnetsov, Viktor Vasnetsov, Sergueï Vinogradov, etc. dont Morozov achète régulièrement les œuvres. Parfois le sculpteur Paolo Troubetskoï vient aussi. Les Morozov invitent à dîner des hommes de théâtre, comme l'acteur Mikhaïl Savodski (1947-1910) ou le dramaturge et critique Nikolaï Efros (1867-1923).
Parmi les invités permanents, l'on peut distinguer le ténor Leonid Sobinov (1872-1934), le jeune compositeur Alexandre Koszyć (Kochits) (1875-1944), des hommes d'affaires et des hauts fonctionnaires, comme le banquier, numismate et mécène Alexandre Karzinkine (1863-1939), Ivan Morozov et Alexeï Morozov, le prince V. M. Ouroussov, le comte L. N. Ignatiev le prince P. M. Wolkonsky, le jeune aide-de-camp du grand-duc Serge et futur général, Vladimir Gadon, un autre aide-de-camp du grand-duc Serge et futur gouverneur-général de Moscou, Vladimir Djounkovski, etc.

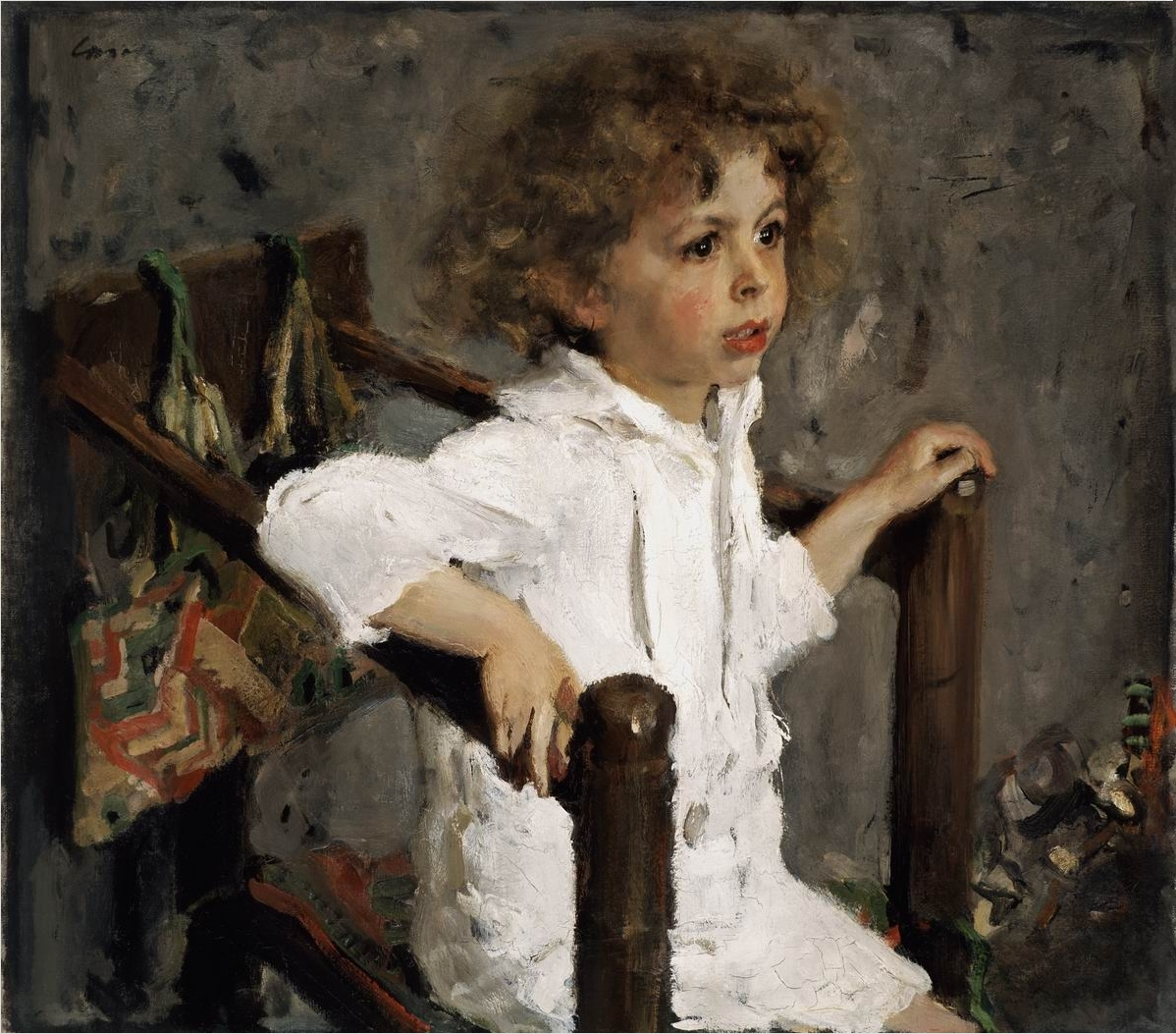
Mika Morozov (1901) par Valentin Serov, galerie Tretiakov.

Le peintre Valentin Serov compte parmi les familiers les plus proches des Morozov. Il fait le portrait de Mikhaïl Morozov et de tous ses enfants, le plus connu étant celui du petit Mikhaïl (Mika) qui se trouve aujourd'hui à la galerie Tretiakov (1901). Il est le dernier invité à quitter la maison des Morozov à la veille de la mort de Morozov en octobre 1903 et doit lui-même s'aliter au bout de deux jours atteint par la maladie, étant selon les mots de Margarita Kirillovna « entre la vie et la mort » pendant six mois. Il emprunte à la veuve de Morozov une somme importante (n'ayant plus travaillé) pour se faire soigner et subvenir aux besoins de sa famille. Elle rappelle dans ses Mémoires son caractère taciturne et pessimiste, la lenteur de son travail, qui forçait parfois le trait et pour cette raison a toujours refusé de se faire portraiturer par lui. Elle consent toutefois quelques années plus tard à une esquisse « en mouvement » à la manière impressionniste, mais il meurt avant de l'avoir terminée.
Elle rappelle aussi dans ses Mémoires le souvenir de Mikhaïl Vroubel qui a vendu en 1900 à Morozov pour trois-cents roubles La Princesse cygne (d'après l'opéra de Rimski-Korsakov, Le Conte du tsar Saltan) et son panneau Faust et Marguerite au jardin (1896) pour cinq-cents roubles. Il participe également au décor intérieur de l'hôtel particulier des Morozov, dont le décor éclectique précédent ne convenait pas à Margarita Morozova.
Vassili Sourikov s'est également rendu chez les Morozov. Il partage l'intérêt de la maîtresse de maison pour la musique de Scriabine. Elle le décrit ainsi: « sa tête caractéristique de cosaque sibérien avec ses lourdes mèches noires comme des parenthèses qu'il agitait souvent et sa prononciation en o étaient tout à fait particulières. »
À la fin des années 1890, Mikhaïl Morozov devient grâce à l'entremise du directeur du conservatoire de Moscou, Vassili Safonov, l'un des dirigeants de la Société musicale russe. Sa veuve héritera de cette position. Mais c'est bien avant cela qu'elle fait la connaissance de Tchaïkovsky. Ensuite elle s'entiche de la musique de Wagner et assiste avec son mari au festival de Bayreuth, où l'on donne L'Or du Rhin, Parsifal, Tristan et Isolde, etc. dans des productions commandées par Cosima Wagner et dirigées par de grands chefs d'orchestre de l'époque: Felix Weingartner, Karl Muck, Felix Mottl et Hans Richter. Les rôles principaux sont interprétés par Ellen Gulbransson (soprano), Anton Van Roy (baryton), le ténor Van Dyck, etc. et les décors sont du fils du poète, Pavel Joukovski. Grâce à ce dernier, les Morozov sont invités à une réception du grand monde donnée par Cosima Wagner, où se trouvent des membres des familles souveraines d'Allemagne, d'Angleterre et de Russie et de la haute aristocratie européenne. Ils sont présentés à la comtesse de Torby, épouse morganatique du grand-duc Michel Mikhaïlovitch de Russie et petite-fille de Pouchkine, vivant du fait de son mariage morganatique en exil à Cannes. Ils sont présentés aussi à Siegfried Wagner et deux de ses filles.

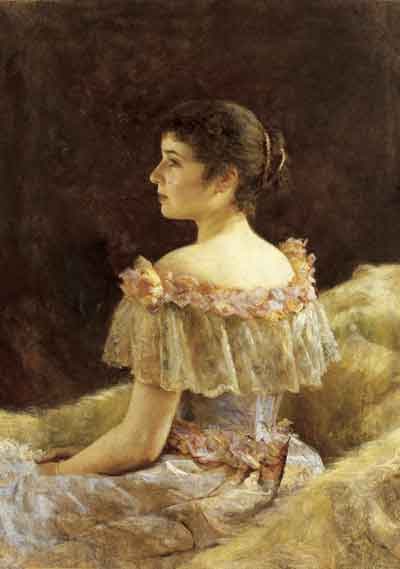
Portrait de Mme Morozoff par W. Stemberg (1893).
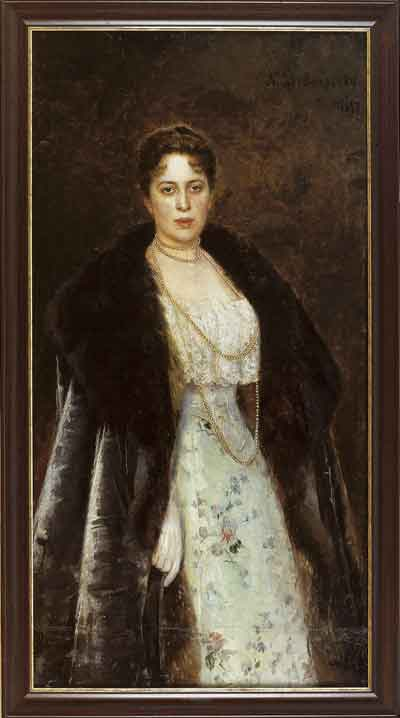
Portrait de Margarita Kirillovna Morozova par Nikolaï Bodarevski (1897).
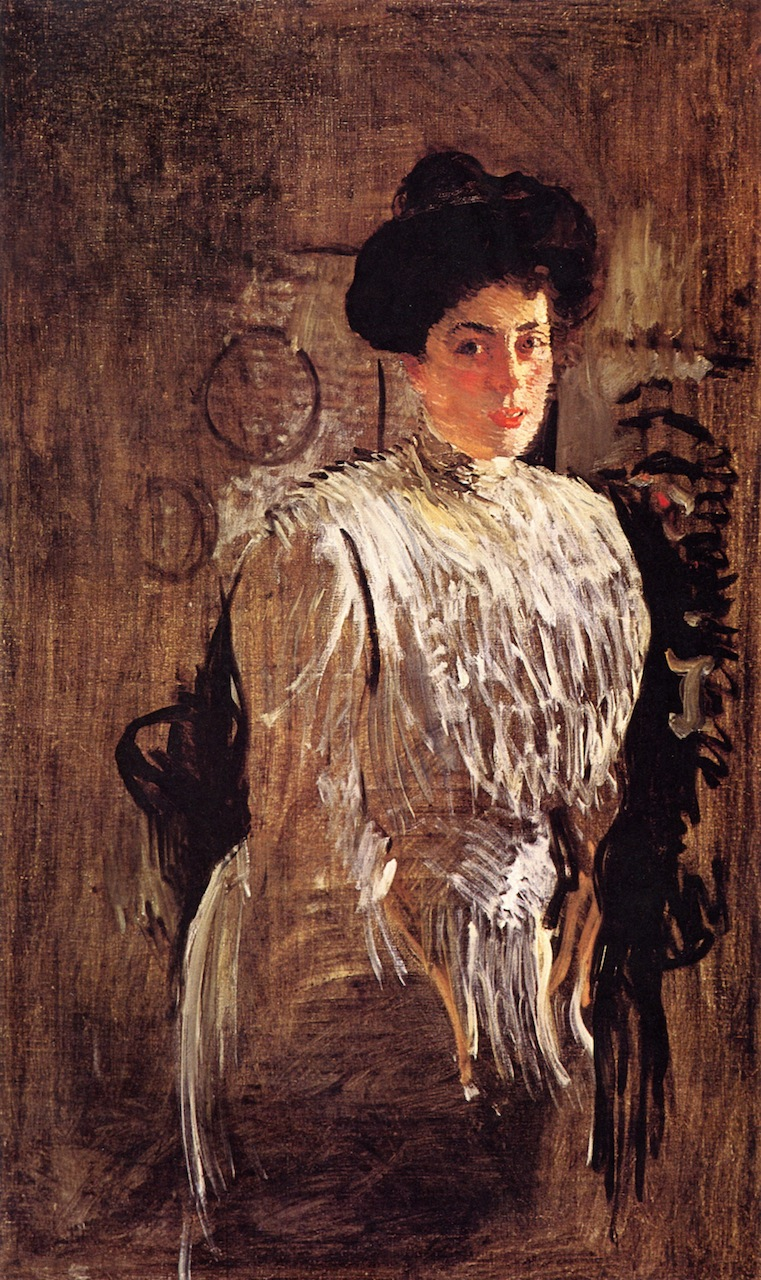
Portrait (esquisse) de Margarita Kirillovna Morozova par Valentin Serov (1910).
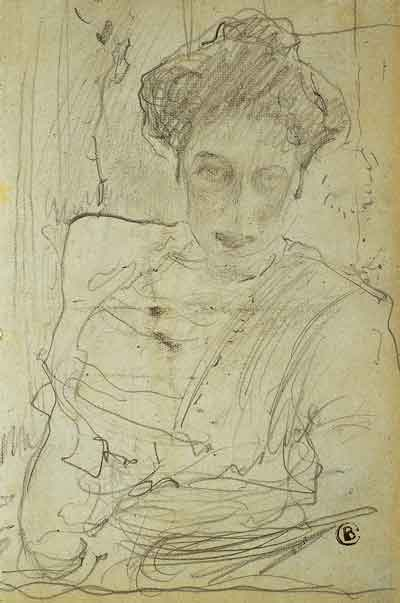
Esquisse au crayon de Margarita Morozova par Valentin Serov (1910).

### Scriabine

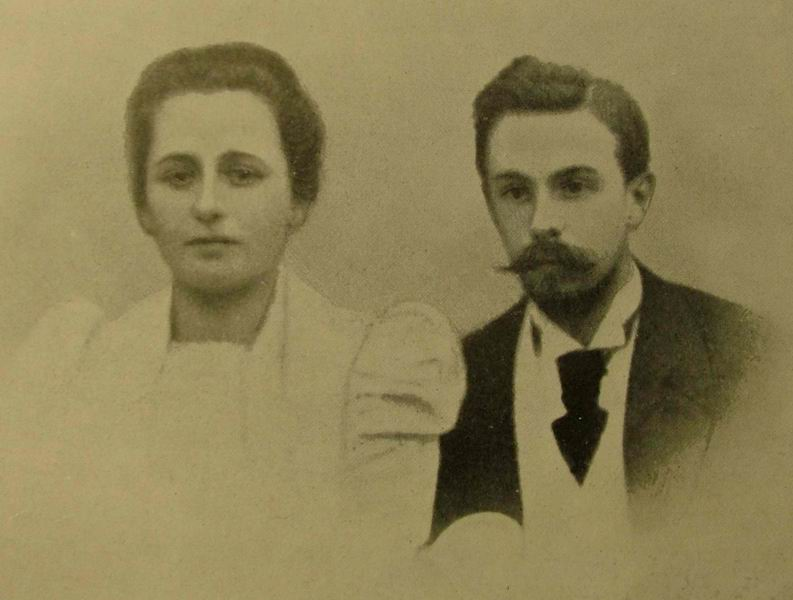
Véra et Alexandre Scriabine en 1898.

Scriabine (1871-1915) est invité chez les Morozov pendant l'hiver 1895-1896 par l'entremise de Vassili Safonov, directeur du conservatoire de Moscou, qu'il qualifiait de « Chopin russe » et qu'il considérait comme son meilleur étudiant. Ensuite, Scriabine devient un invité fréquent aux soirées musicales des Morozov. C'est au cours de l'une d'elles qu'il rencontre sa future épouse, Véra Ivanovna Issakovitch. Le public invité n'est pas familier de ce genre de musique novatrice, mais néanmoins le compositeur se fait connaître et apprécier par un groupe de connaisseurs auquel appartient la maîtresse de maison. Elle est enchantée du mariage des Scriabine en 1897, car elle sympathise aussi avec la jeune femme qui vient de terminer le conservatoire de Moscou avec une médaille d'or. Cependant lorsqu'elle rencontre le jeune ménage à Yalta à l'automne suivant, elle est frappée de la tristesse et du désenchantement qui se dégagent de Scriabine et de sa femme. Leur rencontre ne se fait plus qu'épisodiquement les années suivantes, en particulier à l'époque de la création de la Première symphonie sous la direction de Safonov en 1901. Par la suite alors qu'elle recherche un professeur particulier pour lui donner des leçons de musique, Safonov lui recommande Scriabine. C'est ainsi qu'elle renoue avec le jeune musicien, mais les leçons s'interrompent rapidement car elle souffre d'un kyste au poignet. Elle s'effondre en larmes, car elle comprend que cela signifie la fin de ses liens avec un musicien prometteur et talentueux. Finalement le jeune homme se ravise et décide de reprendre les cours,mais refuse de se faire payer. C'est ainsi que commence une profonde amitié.
Elle se souvient dans ses Mémoires de ses interprétations: « il y avait une telle beauté, une telle tendresse et un tel phrasé dans son jeu que son pianissimo, la finesse de ses nuances, son agilité comme venue d'ailleurs donnaient l'impression qu'il se détachait parfois de la terre et s'envolait dans une autre sphère vers une "étoile lointaine". »
Elle distingue particulièrement la Troisième symphonie (Le Divin poème) et la sonate No 4. Pendant qu'il les jouait, Scriabine oubliait tout ce qui l'entourait, mais cet oubli de soi ne se passait que pendant les soirées musicales de Margarita Morozova, car pendant les concerts publics, il se sentait gêné: « comment cela se fait-il que je me prépare à un rôle devant le monde, alors que paraître sur scène devant le public m'est toujours une véritable souffrance? »
Pendant ses leçons, Scriabine fait part de ses théories musicales à son élève. Elles doivent s'incarner dans sa nouvelle grande œuvre qu'il intitule opéra. Selon lui, elle doit représenter quelque chose de fatal et constituer un événement mondial. Margarita se sent transportée par ses rencontres qui ne sont pas seulement de simples leçons, mais le partage du processus créatif et théorique de ce compositeur hors normes. Cependant en 1903, le compositeur a l'intuition que sa théorie musicale manque de conception philosophique et il se tourne vers le prince et philosophe Sergueï Troubetskoï qui lui conseille la lecture de l'Introduction à la philosophie de Friedrich Paulsen (1846-1908), l'étude de l'œuvre de Kuno Fischer (1824-1907) et de celle de Wilhelm Windelband (1848-1915) et de la sienne propre. Margarita Kirillovna se plonge également dans ces travaux philosophiques, ainsi que dans l'œuvre de Platon et de Socrate. Les « leçons » de Scriabine se passent sous la forme de conversations qu'il préfère aux ennuyeuses méditations de cabinet de travail.

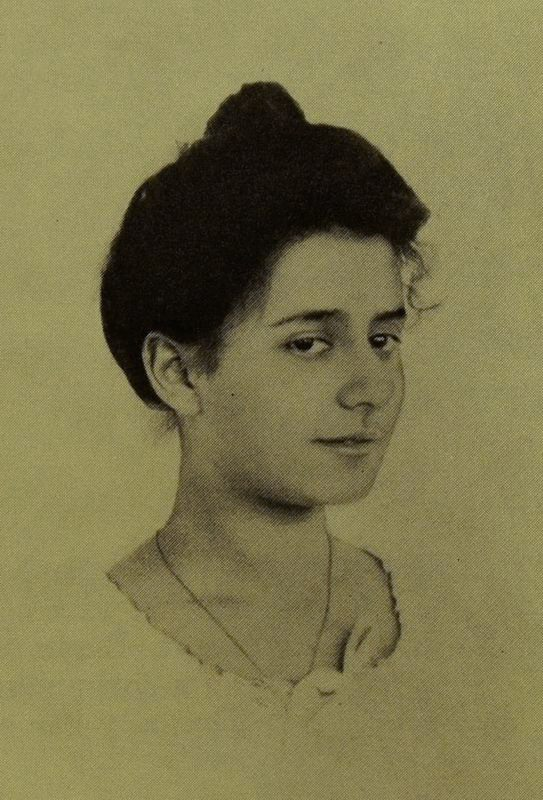
Tatiana Schloezer en 1902.

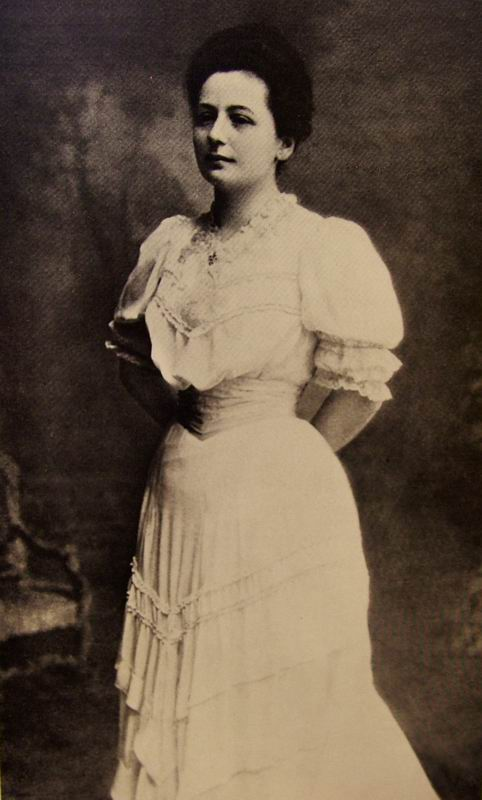
Véra Scriabine en 1907.

Margarita Kirillovna devient également proche de la femme de Scriabine qui s'était éloignée de la musique à cause de quatre maternités rapprochées et ne comprenait pas les inclinations philosophiques de son mari. C'est une femme raisonnable qui réalise aussi que son mari, même s'il se sent appelé à une haute mission, n'est pas insensible à son pouvoir de séduction sur les femmes. Il s'amourache d'une de ses élèves du conservatoire, Maroussia Bogoslovskaïa (parente de Margarita Kirillovna); l'histoire est tuée dans l'œuf, lorsque finalement la jeune fille décide de quitter Moscou pour Saint-Pétersbourg. La situation est différente avec l'une de ses admiratrices, Tatiana Fiodorovna Schloezer (Tatiana de Schloezer en occident) (1883-1922), nièce du pianiste Pavel Schloezer. Leur sentiment croît rapidement, car Tatiana apparaît tout de suite comme une personne capable de comprendre la valeur de la réflexion du compositeur. Elle lui sert selon Margarita Morozova de muse, mais son caractère tyrannique l'éloigne de ses anciens amis et des femmes en général qu'elle écarte du musicien. Margarita Morozova se trouve contre son gré au milieu d'un drame familial et devient la confidente des trois protagonistes, Scriabine, sa femme Véra et Tatiana Schloezer qui ne peuvent s'adresser directement les uns aux autres. Elle plaint le sort de Véra Scriabine et compatit à sa situation de femme abandonnée, et en plus admire sincèrement son talent de pianiste qu'elle a dû sacrifier pour la gloire de son mari. Plus tard, lorsqu'elle se trouvera dans le même rôle que Tatiana Schlözer, vis-à-vis de la famille du prince Evgueni Troubetskoï, elle n'ira pas jusqu'au bout ne voulant pas détruire une famille, contrairement à Tatiana Schloezer.
La situation familiale se complique lorsque Scriabine décide de concentrer ses forces sur son travail et de partir pour l'étranger. Ses moyens ne lui permettant pas un tel voyage, il fait appel à Margarita Kirillovna qui, devenue veuve, peut disposer de la fortune de son défunt mari. Elle lui verse une rente de deux mille roubles par an, soit mille roubles tous les six mois entre 1904 et 1908. Scriabine peut ainsi partir pour la Suisse avec sa famille et faire des tournées en Europe. C'est une période d'intense création pour le compositeur qui écrit par exemple le Poème de l'extase, commence Prométhée ou le Poème du feu, et compose la sonate No 5. Il écrit le 29 septembre 1906 à sa mécène: « un jour je vous raconterai les désagréments que j'ai évités grâce à vous. Vous êtes extrêmement bonne et je ne puis vous exprimer toute ma reconnaissance. »
De Suisse, il se préoccupe de l'approfondissement de la culture musicale et philosophique de sa protectrice. Finalement, elle décide de le rejoindre avec une nombreuse domesticité. Scriabine lui trouve une villa à Nyon, au bord du lac Léman, pendant qu'il habite aux environs de Genève. Tatiana Schloezer est déjà arrivée avant, et tout le monde (sauf Véra qui décline sa participation à ces conversations intellectuelles) s'entretient de la philosophie de Fichte, de la psychologie de Lopatine, ou du Poème de l'extase du compositeur. Tatiana Schloezer se comporte de manière grandiloquente et flatteuse avec Scriabine. Elle confie un jour à Margarita Kirillovna: « quand Alexandre Nikolaïevitch deviendra maître du monde cela ne lui servira à rien, mais en attendant... » Lui-même ne remarque rien et se sent extrêmement satisfait dans les cimes de son ascension créatrice et de son succès auprès des femmes. Un jour s'inquiétant de l'avenir du compositeur, Margarita Kirillovna lui exprime ses doutes à l'égard de Tatiana Schloezer, mais il lui répond froidement qu'elle ne comprend pas sa nouvelle élève.
Les relations entre Margarita Kirillovna et Tatiana Schloezer sont polies et dissimulent au fond une certaine froideur, ce que regrette Scriabine, qui leur explique qu'elles arriveront à se rapprocher. En janvier 1905, Scriabine franchit le pas et quitte sa famille pour Paris. Margarita Kirillovna tente de consoler comme elle peut Véra Scriabine qui est désespérée et lui fait donner des leçons de piano à ses enfants qui l'ont accompagnée en Suisse. En même temps, elle continue de financer les concerts de Scriabine à Paris... Elle rentre au printemps 1905 à Moscou, puis passe l'été à Biarritz.
Le 15 juillet 1905, la fille aînée des Scriabine, Rimma âgée de sept ans, meurt. C'est un coup terrible pour eux. Mais à la fin de l'été, Scriabine part se reposer avec Tatiana à Bogliasco près de Gênes. Margarita Kirillovna les rejoint quelque temps à la fin de l'année 1905 et apprend la grossesse de Tatiana.

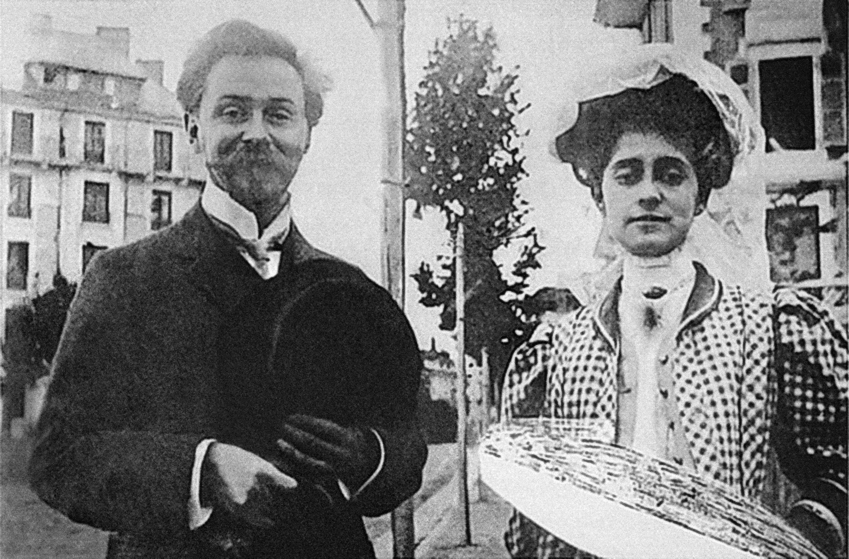
Scriabine et Tatiana Schloezer à Bruxelles en 1909.

Véra Scriabine ne veut entendre parler de divorce. Scriabine et Tatiana Schloezer nourrissent peu à peu une certaine aigreur à l'égard de Margarita Kirillovna qui n'a pu selon eux convaincre Véra d'accepter le divorce et de plus Scriabine est amer du moindre succès de ses concerts parisiens de 1905 qu'il impute à sa situation non maritale dans une lettre à sa mécène. Scriabine et Margarita Kirillovna ne se rencontrent ensuite qu'en 1907 à Paris, lorsqu'elle s'y rend pour assister aux historiques Saisons russes de Diaghilev qu'elle finance également. Cette fois-ci Scriabine, dont la musique est jouée aux Saisons russes, rencontre le succès, mais derrière Rimski-Korsakov qui est consacré par le public parisien. Margarita Kirillovna doit du reste aplanir les relations entre Diaghilev et Scriabine à ce sujet.
Scriabine retourne en Russie en janvier 1909 pour jouer deux concerts à Moscou à l'invitation de la Société musicale russe, dont Margarita Kirillovna est l'une des dirigeantes. Ils rencontrent un énorme succès surtout auprès de la jeunesse. Elle ne voit plus pour la dernière fois Scriabine qu'en décembre 1911 lors d'un de ses concerts dirigé par Rachmaninov. La rencontre est polie, sans plus. Elle assiste à ses funérailles trois ans et demi plus tard, où elle revoit Tatiana Schloezer. Véra Scriabine meurt en 1920 et Tatiana en 1922.

### La dame au plumet

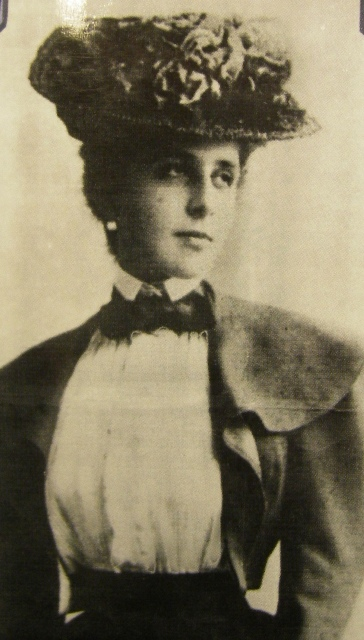
Photographie de Margarita Kirillovna Morozova.

Margarita Morozova a sept ans de plus qu'André Biély, mais lorsque le jeune homme de vingt ans l'aperçoit en février 1901 à un concert symphonique, il est frappé par sa beauté. Il est alors étudiant au département des sciences naturelles de la faculté de mathématiques et de physique de l'université de Moscou. Il l'appelle l'« amie éternelle », la « féminité éternelle », l'« âme du monde », l'« Aube matinale », la « belle dame », etc. Il lui envoie des poèmes et des lettres qu'il ne signe pas de son nom, mais signe « votre chevalier ». Elle ne détruit pas ces lettres, et finit par découvrir quel en est l'auteur en lisant La Deuxième symphonie d'André Biély, où elle se reconnaît sous les traits du Conte et son mari sous ceux du Centaure. Ce poème a été écrit en 1901 et publié en 1902, mais elle n'en prend connaissance qu'en 1903. Les lettres de Biély sont enflammées avec des réminiscences de Soloviev, de Nietzsche et de Blok. Il excuse le fait qu'il écrive anonymement à une dame mariée inconnue, par cet argument: « je n'ai pas besoin de vous connaître en tant que personne, parce que je vous ai reconnue comme symbole et je vous ai proclamée comme modèle sublime...Vous êtes l'idée de la philosophie de demain. » Leur rencontre ne s'effectue qu'après la mort de Mikhaïl Morozov, lorsqu'elle revient de Suisse à la fin du printemps 1905. Dès lors le jeune poète devient un familier du salon de Margarita Kirillovna, discutant de philosophie et assistant aux soirées musicales. Cette admiration du jeune poète se poursuit encore pendant l'année 1906, jusqu'à ce que Margarita Kirillovna soit remplacée par Lioubov Blok, la femme du poète. Après leur rencontre, Biély continue à lui écrire des lettres d'admiration, mais ils n'en parlent jamais lorsqu'ils se voient au cours des soirées mondaines de Margarita Kirillovna. Biély n'évoque ni les lettres précédentes, ni les lettres à venir. Leurs conversations privées ont un caractère surtout mondain, ce en quoi Margarita Kirillovna mesure la délicatesse et le tact d'André Biély. Ces conversations l'intéressent dans la mesure où elle le compare à « un Gogol modernisé ».

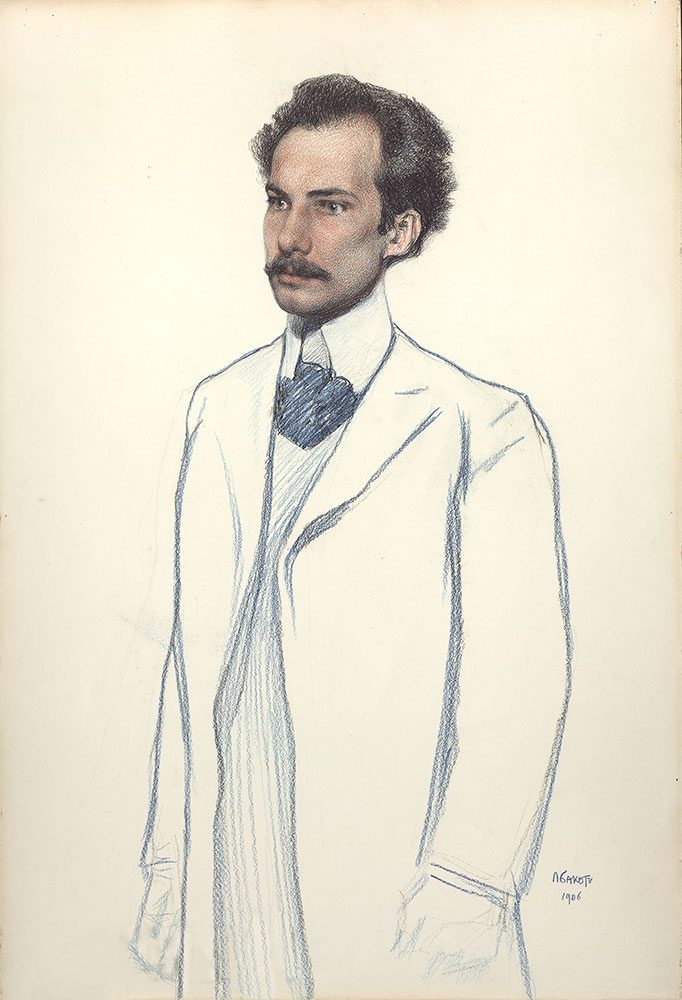
André Biély par Léon Bakst.

Elle l'invite en juillet 1905 à séjourner quelques jours dans son domaine de Popovka, près de Tver où l'on organise des pique-niques, des promenades en barque, et où le poète récite ses poésies. Pendant l'insurrection de décembre 1905, le poète arrive un jour sans prévenir à l'hôtel particulier du boulevard de Smolensk, avec un revolver dans la poche intérieure de son veston, pour défendre Margarita Kirillovna en cas de besoin. Un autre jour, en 1906, il lui amène son ami le critique musical Emilius Medtner (1872-1936), futur éditeur de la revue symboliste Le Musagète (1909-1917) et frère aîné du compositeur Nikolaï Medtner (1879-1951). Grâce à cette rencontre, elle se rapproche des frères Medtner par la suite. Elle admire la fantaisie géniale du poète, mais elle estime qu'il n'a pas encore atteint la maturité de son art à cette époque. Il la fait entrer dans l'univers de la poésie symboliste, clamant des vers parfois comme en transe, selon les mots d'Emilius Medtner, ou récitant allongé sur le plancher ou encore caché sous une table... Cela contrastait évidemment avec le comportement très bien élevé de Biély pendant les soirées mondaines, et avec les manières guindées des vieux amis de Margarita Morozova, comme Milioukov ou le prince Troubetskoï qui ne manquaient pas de la gronder aimablement à propos de ses fréquentations « décadentes ».
Elle souligne dans ses Mémoires que l'attachement romantique du poète à son égard n'était pas réciproque et finalement lui-même transforme cette admiration en une relation tout simplement amicale. Un jour qu'elle se prépare à une réception, elle met un chapeau à plumes et Biély s'exclame: « la dame au plumet, la dame au plumage ! Le tonnerre de la victoire résonne », ce qui a le don de la contrarier. Elle n'accepte pas l'intérêt de Biély (par l'entremise d'Assia Tourguenieva) envers l'anthroposophie de Rudolf Steiner. Lui-même évoque dans ses souvenirs sa rupture en 1912 avec le cercle de Margarita Morozova et la rédaction de La Voie; mais cependant ils se retrouvent plus tard: il lui fait connaître sa seconde femme et leur amitié dure jusqu'à la mort du poète en 1934.
Dans son poème de 1921 Premier rendez-vous (Первое свидание), l'un des meilleurs du poète, Biély dépeint Margarita Kirillovna sous les traits de Nadejda Lvovna Zarina. C'est ainsi qu'il est possible de comparer l'« Amie éternelle » de Biély avec la « Belle Dame » d'Alexandre Blok.

### Veuve

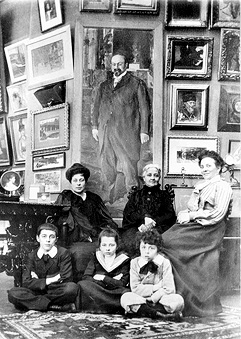
Margarita Morozova et sa famille devant le portrait du défunt Mikhaïl Morozov (1904).

Mikhaïl Morozov laisse un testament où il déclare sa femme héritière de sa fortune de trois millions de roubles. En janvier 1904, trois mois après la mort de son mari, elle donne naissance à leur fille Maroussia. Peu après, elle part pour la Suisse avec ses enfants et une nombreuse domesticité, où Scriabine lui trouve une maison à Nyon. Elle y demeure plus d'un an. Les années les plus heureuses de sa jeunesse se terminent, elle a trente-et-un ans. En plus de ses leçons avec Scriabine, Margarita Morozova trouve le temps en Suisse de nouer des liens avec le collectionneur Sergueï Chtchoukine (1854-1936), de se rapprocher de son beau-frère Ivan Morozov (1871-1921), de mieux faire la connaissance de sa cousine Lioubov Bakst (fille de Pavel Tretiakov et femme de Léon Bakst), d'apprécier la compagnie des Yakountchikov, etc. Elle fait la connaissance à Genève du poète et philosophe Viatcheslav Ivanov et de sa femme Lydia.
À son retour à Moscou et à la fin de son deuil, en mars 1905, la jeune veuve se tourne vers des activités sérieuses en rapport avec l'état de la société (la guerre russo-japonaise s'enlise et la révolution de 1905 est vive): l'hôtel particulier du boulevard de Smolensk se transforme de foyer culturel en un lieu où l'on fait lecture des constitutions de divers pays européens et des États-Unis, où l'on parle de socialisme et où se réunissent le docte Milioukov, la digne mère de Valentin Serov, Valentina Serova, l'agronome Alexeï Fortounatov, l'historien Alexandre Kiesewetter, le prince Lvov, le philosophe Merejkovski, etc. Ces conférences se font souvent en petit comité, car elles réunissent parfois des opposants au régime. André Biély rappelle dans ses souvenirs que les autorités interdisent bientôt ces réunions.

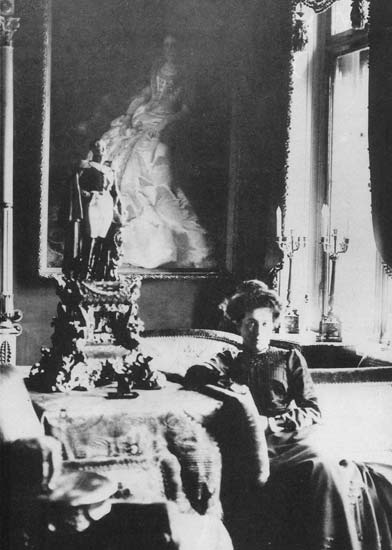
Margarita Kirillovna chez elle devant le portrait de sa belle-mère de Constantin Makovski.

Elle invite aussi chez elle la Conférence panrusse des zemstvos, après avoir obtenu le soutien du général Kozlov, gouverneur-général de Moscou, et ancien ami de sa mère. Il donne son autorisation malgré une précédente conversation téléphonique avec le général Trepov, du ministère de l'Intérieur, qui s'y oppose. Trois cents délégués, sous la présidence du comte van Heiden (1840-1907), participent à cette conférence qui se tient dans l'hôtel particulier de Margarita Morozova. Le prince Sergueï Troubetskoï propose de rédiger une supplique à l'empereur Nicolas II, proposition critiquée à gauche par Pavel Milioukov et à droite par Dmitri Chipov (1851-1920). Les débats se déroulent du 24 au 26 mai 1905, moins de six mois avant le Manifeste du 17 octobre qui donne naissance au mouvement des octobristes (dont Chipov fera partie) et au parti KD (dont Milioukov fera partie).
Milioukov se souvient de cette époque dans ses propres Souvenirs où il décrit l'intérieur somptueux de l'hôtel particulier et raconte comment « il prit en main l'orientation politique de la maîtresse de maison dans le labyrinthe des débats politiques qui lui était jusqu'alors étranger. » Il relate les conversations qu'il entretient avec elle et le fait qu'il défendait le point de vue du positivisme et du criticisme de Friedrich Lange, alors qu'elle en appelait à Schopenhauer. Selon lui, ce qui intéresse alors Margarita Kirillovna, c'est l'élément mystique de la métaphysique qui rebute particulièrement Milioukov, qu'elle retrouve aussi dans la musique, notamment chez Scriabine, et dans la poésie symboliste. Milioukov, quant à lui ne comprend pas André Biély dont in considère la pensée comme « fausse ». Finalement les entretiens en tête-à-tête entre Margarita Kirillovna et Milioukov qui se tiennent dans le salon égyptien de son hôtel particulier cessent brusquement.

### Les philosophes

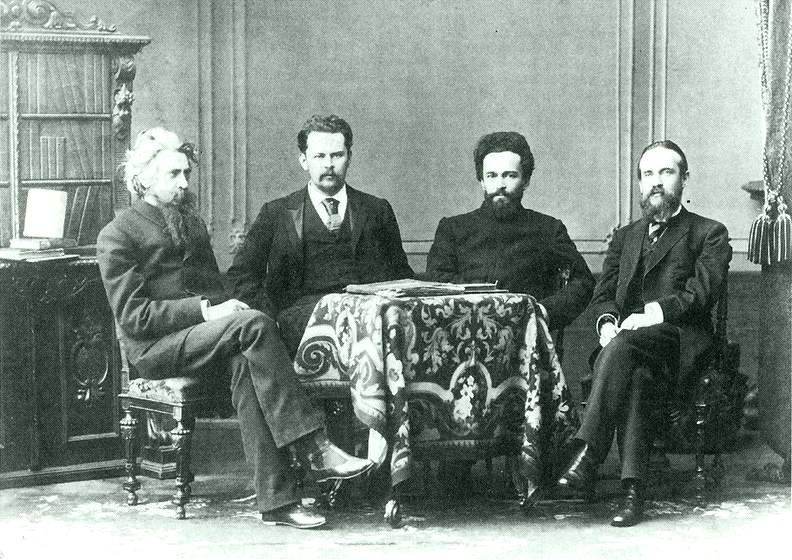
La rédaction des Questions de philosophie et de psychologie. De g. à dr.: Vladimir Soloviev, Sergueï Troubetskoï, Nikolaï Grot et Lev Lopatine.

Margarita Morozova fait la connaissance du prince Sergueï Troubetskoï en 1902-1903, à l'époque où elle se plonge dans l'univers spirituel de Scriabine. Celui se considère alors comme le disciple du prince qui oriente les lectures philosophiques du compositeur. La proximité de Margarita Kirillovna avec son frère cadet Evgueni Troubetskoï intervient plus tard, après la Conférence panrusse des zemstsvos qui a lieu chez elle en mai 1905. Les frères Troubetskoïe sont à ce moment en liens étroits avec Vladimir Soloviev et Lev Lopatine et fondent la Société psychologique de Moscou, dont Scriabine est également membre, et dont l'organe de presse est la revue Questions de philosophie et de psychologie, financée par l'entrepreneur Alexeï Alexeïevitch Abrikossov. C'est la seule revue philosophique d'importance qui existe alors en Russie. Margarita Morozova commence aussi à subventionner la revue. Elle en sera d'ailleurs la trésorière en 1921, après la révolution.
C'est en novembre 1905 qu'est fondée à Moscou la Société philosophico-religieuse Vladimir Soloviev, dont les membres fondateurs, outre Margarita Morozova, sont Nikolaï Berdiaïev, Sergueï Boulgakov, Alexandre Eltchaninov, Vladimir Ern, Pavel Florenski, Sergueï Kotliarevski, Lev Lopatine, le prince Evgueni Troubetskoï, des ecclésiastiques, etc. le tout représentant la fine fleur de la philosophie religieuse russe. Margarita Morozova prend immédiatement part aux travaux de la société de pair avec Evgueni Troubetskoï.
Elle est rapidement tombée amoureuse de lui, après l'avoir connu pendant la Conférence des zemtsvos en mai 1905. Elle écrit ainsi de Biarritz, où elle se trouve en vacances à l'été 1905, à son amie intime Elena Polianskaïa: « je l'aime profondément; ne vous fâchez pas de cela, mais réjouissez-vous. » Cette lettre révèle qu'elle est prête intérieurement depuis longtemps à accueillir un sentiment nouveau: « je me suis concentrée sur ma vie intérieure, l'ai beaucoup lu, réfléchi, je me suis reposée, mais maintenant cela suffit, je veux vivre et agir. »

### Troubetskoï

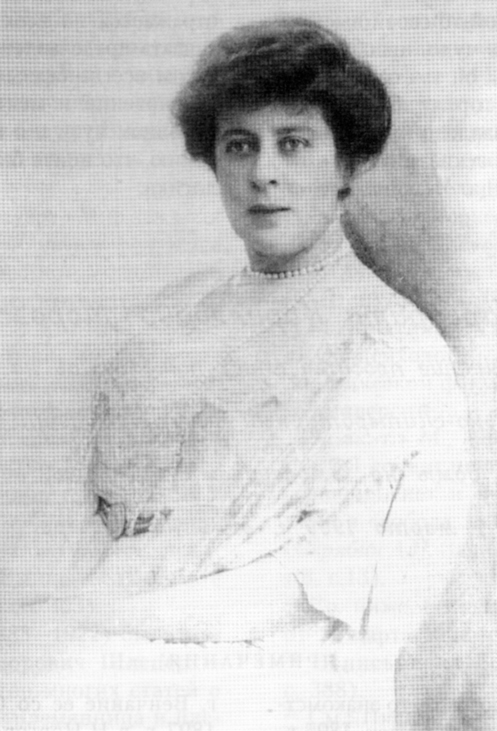
Photographie de Margarita Morozova dans les années 1910.

Margarita Morozova avait hésité un moment entre Milioukov (âgé de quatorze ans de plus qu'elle) qui l'accompagnait au violon lorsqu'elle jouait du piano pendant leurs rencontres du printemps 1905, et Troubetskoï. Mais son choix se porte sur le prince Troubetskoï. Pour se rapprocher de son monde intérieur, elle lit Kant, Lotze, Soloviev, Le Système de l'idéalisme transcendantal de Schelling, mais leur confiance mutuelle ne s'établit vraiment qu'à partir du moment où elle subventionne un nouvel hebdomadaire qui commence en mars 1906 et qui est consacré aux questions politiques et sociales intitulé l'Hebdomadaire moscovite (1906-1910) et dont le rédacteur en chef est Evgueni Troubetskoï. Leur relation est encore guindée au début et ils se vouvoient, mais leur correspondance révèle un ton plus amical à partir de la fin de l'année 1906. Il demande ses conseils dans ses lettres. Elle s'adresse ensuite à lui comme  mon ange, mon bon ami, etc.
Cependant le prince, qui est plus âgé que Margarita Kirillovna, est marié depuis déjà vingt ans, a trois enfants et ne veut quitter sa famille. Son épouse, née princesse Véra Alexandrovna Chtcherbatova, est au courant de cette inclination de son mari envers la belle mécène et réagit mal. Elle veut même rencontrer Margarita Kirillovna pour s'expliquer, ce que redoute Troubetskoï qui écrit à Margarita Kirillovna : « comprenez que je suis tout pour elle. ».

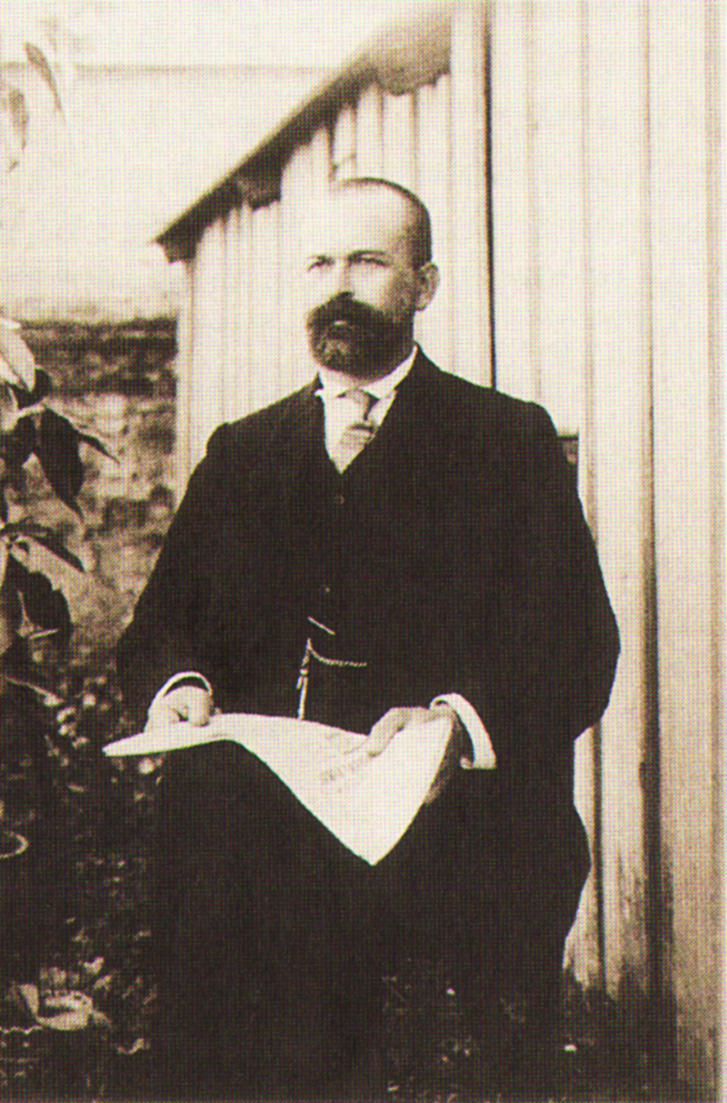
Photographie du prince Evgueni Nikolaïevitch Troubetskoï.

Cette dernière souffre sincèrement de cette situation. Elle écrit au prince: « je ne pourrai jamais éprouver cette double félicité: celle d'être tienne devant Dieu et celle de voir dans un enfant l'union de nos traits. De notre amour rien ne restera ! » Dans ses instants de désespoir et de solitude, elle pense briser ce triangle fatal et commencer une nouvelle vie, mais finalement l'éthique chrétienne lui fait prendre la décision d'un changement radical. Elle cesse la parution de l'Hebdomadaire moscovite pour ne plus avoir à rencontrer son rédacteur en chef, et transforme cette relation qu'elle ne prolonge qu'en se permettant un échange épistolaire avec le prince, fondé sur leur opinion mutuelle exprimée par cette phrase: la Russie a besoin de notre amour.
La conséquence de ce changement est la fondation à partir de février-mars 1910 d'une collection éditoriale intitulée La Voie (Путь), centrée autour de littérature philosophique et religieuse. Si Troubetskoï est à égalité avec les autres membres de la rédaction, sa voix ne s'en fait pas moins entendre de manière particulière. Les contributeurs sont les mêmes que ceux de la Société philosophico-religieuse de Moscou, mais on remarque en plus la plume de Tchaadaïev, de Kireïevski, des travaux d'Odoïevski, de Chtchoukine, de Douryline ou d'Alexandre Glinka.

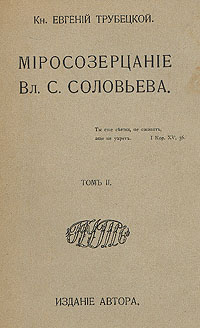
Couverture de La Conception du monde de Vladimir Soloviev.

Le premier livre édité par La Voie est une brochure du prince Troubetskoï à propos de Vladimir Soloviev, intitulée La Conception du monde de Vladimir Soloviev. Margarita Morozova et Troubetskoï cachent leurs sentiments à l'égard des proches qui, étant dans l'ignorance, s'étonnent de la solitude de la mécène.
En 1910, elle fait don d'une grande partie de la collection de son mari à la galerie Tretiakov, vend le luxueux hôtel particulier du boulevard de Smolensk et s'installe dans une maison plus ordinaire, près de la rue Pretchistenka (de la Présentation). Cependant, elle achète en 1909 un petit domaine à la campagne à Mikhaïlovskoïe, dans le gouvernement de Kalouga, non loin de la propriété du prince Troubetskoï, le manoir de Beguitchevo, où il demeure presque toute l'année. Elle souffre pourtant, car étant éloignée du prince à sa requête, elle se sent plus seule que jamais. Elle écrit beaucoup aux autres membres de la Société philosophico-religieuse et à Biély à propos des parutions de La Voie, ainsi qu'à Troubetskoï (deux lettres par jour à l'été 1909 par exemple).
Cette correspondance n'est pas à proprement parler une correspondance d'amour entre deux êtres, mais finalement un long traité philosophique dans le genre soloviévien sur l'idée d'amour et la justification de l'idée du bien. D'après le professeur Alexandre Nossov, cette correspondance est unique dans l'histoire de la culture et de la pensée russes. La correspondance de Margarita Morozova comprend plusieurs milliers de lettres (dont plusieurs centaines adressées au prince Troubetskoï entre 1906 et 1918) qui seraient restées inconnues si elle n'en avait fait don à la Bibliothèque nationale Lénine. Seule une petite partie a été publiée entre 1990 et 1993.
La Révolution d'Octobre et la guerre civile russe qui s'ensuit ont causé la fin de cette relation. Margarita Morozova était opposée à l'implication du prince en politique: « abandonne tout cela ! Il faut être un Milioukov pour faire de la politique, ou bien un Kerenski et alors tout lui consacrer ». Le prince est du côté des Blancs en 1918. Il voit une dernière fois Margarita Morozova près de Moscou avant de mourir du typhus près de Novorossiisk en 1920.

### Après la révolution
Margarita Morozova ne s'est jamais vraiment intéressée activement à la politique. Elle s'adresse ainsi au prince Troubetskoï en 1916 : « je ne crois pas à la politique en Russie et je déteste surtout les affaires politiques. On peut croire à la célébration de quelques principes politiques issus de travaux d'organes étatiques, mais de là à fonder sa vie en soi sur cela...alors qu'il ne s'agit que de blocs, de résolutions, d'éclats journalistiques et d'assemblées à discours fleuve ! Peux-tu vraiment croire en cela et cela ne te dégoûte-t-il pas ? »
Elle passe l'été 1917 et l'été 1918 dans sa propriété de Mikhaïlovskoïe près de Moscou avec ses enfants et se souvient de l'attitude des paysans, lorsqu'elle est obligée de se séparer de ses biens confisqués par le nouveau pouvoir. Malgré les liens d'amitié qu'elle leur conserve elle remarque: « Eux et moi comprenons parfaitement qu'il s'agit de la confiscation des terres et il est visible à ce propos qu'ils éprouvent un sentiment de gêne à mon égard » écrit-elle à Troubetskoï. Sa maison de la voie Pretchistensky dans les beaux quartiers de Moscou est nationalisée au printemps 1918, lorsque le droit à la propriété privée est aboli en Russie bolchévique et elle est attribuée au département des musées et de sauvegarde des monuments du commissariat du Peuple à l'éducation. Cependant Margarita Morozova n'est pas totalement chassée de chez elle, car on lui laisse la jouissance de deux pièces du rez-de-chaussée en échange d'une dizaine de tableaux et d'une sculpture d'Ève de Rodin qu'elle est forcée de donner en dessous-de-table.
Plus tard, la collection d'œuvres d'art qui reste après le don à la galerie Tretiakov est confisquée et nationalisée. C'est ainsi que commence une période difficile pour l'ancienne mécène qui refuse pourtant de quitter sa patrie. La maison devient en 1926 l'ambassade du Danemark, mais elle garde le droit de demeurer dans ses deux pièces et assiste même à des réceptions diplomatiques. L'ambassadeur du Danemark lui propose la citoyenneté danoise, mais elle refuse en ces termes: « je suis la descendante de marchands moscovites. Tout ici a été créé par mes ancêtres et même si ce travail de leurs mains - ce qu'à Dieu ne plaise - était un jour anéanti, mon devoir de veuve est de veiller à la tombe familiale. »
Finalement, Margarita et sa sœur Elena sont chassées de la maison en 1930 (à l'époque des purges staliniennes) et s'installent dans une petite datcha de Lianozovo avec son fils Mikhaïl. Pendant la guerre elle habite une chambre rue Pokrovka, non loin de sa maison natale. Comme tous ses enfants (sauf Mikhaïl) avaient émigré depuis longtemps, elle demande régulièrement l'autorisation d'obtenir un passeport pour leur rendre visite à leurs frais, mais à chaque fois elle lui est refusée. Elle passe ses dernières années dans un deux-pièces qui lui est attribué derrière les collines Lénine, près de l'université de Moscou, et va une fois par mois au concert, tout en passant son temps libre à rédiger ses Mémoires (qui ne sont publiés que bien longtemps après sa mort et après l'écroulement de l'URSS). Elle vit pauvrement grâce aux subsides de ses amis.
Elle meurt deux jours après avoir subi un infarctus.
Elle est enterrée au cimetière de la Présentation près de son fils.

## Famille

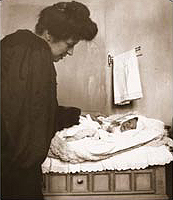
Avec sa fille Maroussia en 1904.

De son mariage avec Mikhaïl Morozov, sont issus:
- Gueorgui Mikhaïlovitch, dit Youra (1892-1930): Gardemarine pendant la Première Guerre mondiale, il émigre en 1918 et meurt en Tchécoslovaquie.
- Elena Mikhaïlovna, dite Lelia (1895-1951): elle épouse en 1916 Alexeï Alexeïevitch Klotchkov (1889-1945) et en secondes noces Piotr Vladimirovitch Yafimovitch (1882-1947), elle émigre à Paris. Ils sont tous enterrés au cimetière russe de Sainte-Geneviève-des-Bois.
- Mikhaïl Mikhaïlovitch, dit Mika (1897-1952), futur homme de lettres soviétique spécialiste de Shakespeare. Il meurt à Moscou.
- Maria Mikhaïlovna, dite Maroussia (1904-1964): future pianiste. Elle émigre en 1927 à Paris, où elle épouse Alexandre Alexandrovitch Fidler, puis s'installe en Allemagne et après la guerre au Brésil. En 1954, elle s'installe aux États-Unis, où elle meurt à Boston.

## Publications

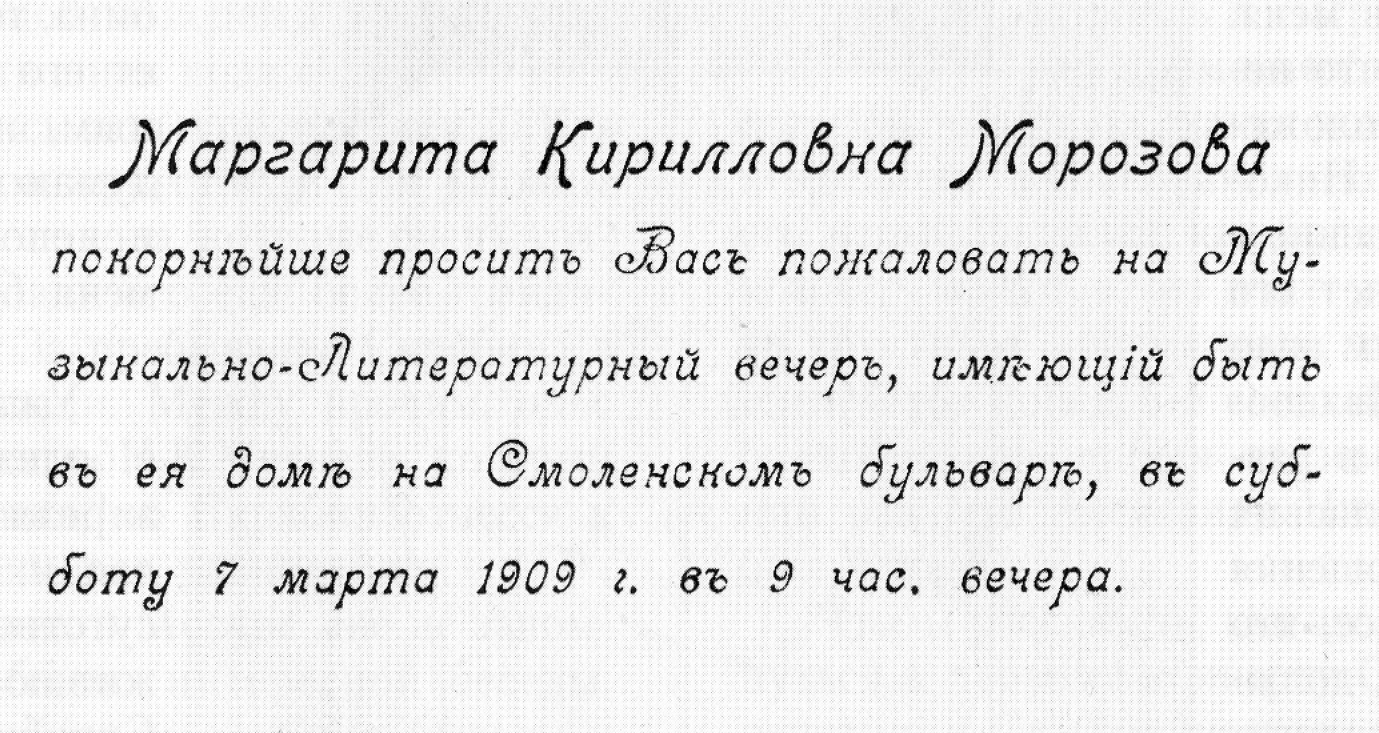
Carton d'invitation pour une soirée littéraire et musicale le 7 mars 1909 à 9 heures du soir chez Margarita Morozova dans son hôtel particulier, boulevard de Smolensk.

- (ru) M. K. Morozova, Souvenirs à propos d'A. N. Scriabine; in Sovietskaïa mouzika, 1972, No 1
- (ru) M. K. Mamontova-Morozova, Souvenirs; in Историко-краеведческий альманах [Almanach historico-régional], Moscou, 1983, p. 344-352
- (ru) M. K. Morozova, Andreï Biély; in « Andreï Biély. Les problèmes de la création. Articles, souvenirs, publications », S. Lesnevski, A. Mikhaïlov, Moscou, Sovietski pissatel', 1988, p. 525-544
- (ru) M. K. Morozova, Mes souvenirs; E. M. Bouromskaïa-Morozova (éd.), Nache nasledstvie [Notre héritage], 1991, No 6 (24), p. 89-109
- (ru) M. K. Morozova, E. N. Troubetskoï, Correspondance; in Novy Mir, 1993, No 9-10
- (ru) M. K. Morozova, Souvenirs à propos d'Andreï Biély, Moscou, 1995
- (ru) M. K. Morozova, Souvenirs à propos d'A. N. Scriabine. Lettres d'A. N. Scriabine et de T. F. Schloezer à M. K. Morozova; Alexandre Nossov (éd.), in Nache nasledstvie, 1997, No 41, p. 45-62
- (ru) M. K. Morozova, Mes souvenirs. Album de Moscou: souvenirs sur Moscou et les moscovites des XIXe et XXe siècles, Moscou, Nache nasledstvie, 1997
- (ru) Margarita Morozova in Chronique de la vie religieuse, philosophique et de la société en Russie dans le premier tiers du XXe siècle dans les lettres et les journaux intimes des contemporains, Moscou, école « Les langues de la culture russe », 1997, 753 pages
- (ru) M. K. Morozova, Lettres à E. N. Troubetskoï; Alexandre Nossov (éd.), Nache nasledstvie, 2000, No 52, p. 92-95

## Filmographie
- La Mystique de l'amour. Andreï Biély et Margarita Morozova. Votre chevalier (Мистика любви. Андрей Белый и Маргарита Морозова. Ваш рыцарь.), film documentaire TV, Russie, 2008, Koultoura[33]

## Notes et références

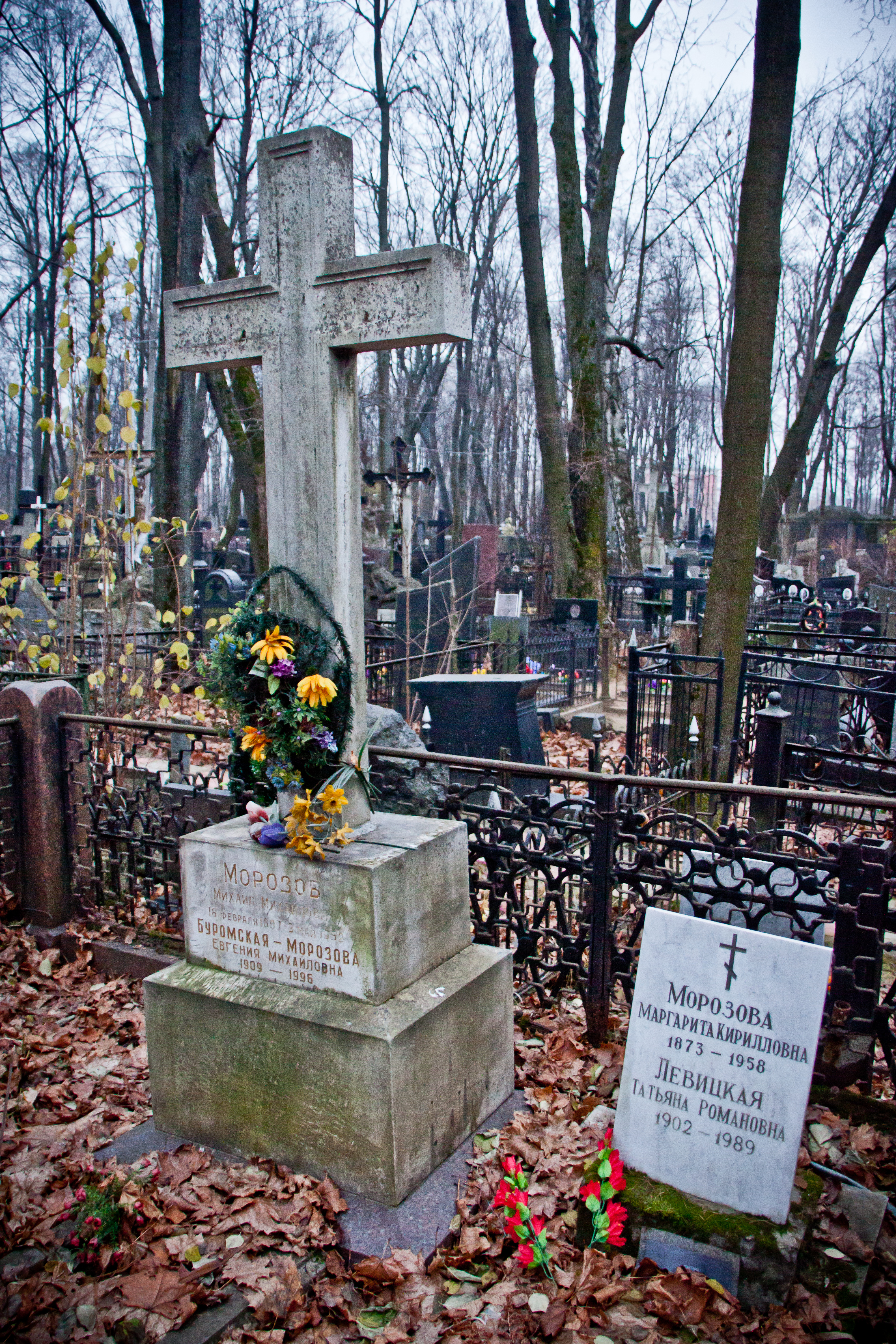
Tombe de Mikhaïl Mikhaïlovitch Morozov à gauche et de sa mère Margarita Kirillovna Morozova à droite (plaque) au cimetière de la Présentation (Moscou).